# Nethinius pauliani
Nethinius pauliani är en skalbaggsart som beskrevs av Jean François Villiers 1980. Nethinius pauliani ingår i släktet Nethinius och familjen långhorningar.
Artens utbredningsområde är Madagaskar. Inga underarter finns listade i Catalogue of Life.